# Mount Abbott, Antarktis
Mount Abbott är ett berg på Östantarktis.. Det ligger i ett område som Nya Zeeland gör anspråk på och toppen är 1 020 meter över havet.
Terrängen runt Mount Abbott är varierad.
Berget upptäcktes av en brittisk antarktisexpedition 1910 - 1913 och har fått sitt namn efter officeren i den brittiska marinen George P. Abbott.